# 田中央 (彰化縣彰化市)
田中央，是臺灣彰化縣彰化市的一個地名，位於該市東北部。相較於今日行政區，其範圍大致包括三村里東南端、田中里不含最北端、東南部邊界地帶及西南部等三個地區。
快官交流道並不在快官境內，而是在田中央境內。

## 歷史
台灣清治末期至日治初期，田中央地區為一街庄，稱為「田中央庄」，隸屬於貓羅堡。該庄北及東隔大肚溪與烏日庄、同安厝庄相望，南與快官庄為鄰，西邊為番社口庄、渡船頭庄。
1901年（日治明治三十四年）11月，該庄隸屬於彰化廳。1909年（明治四十二年）10月，改隸屬於臺中廳。1920年（大正九年），該庄改制為「田中央」大字，隸屬於臺中州彰化郡大竹庄。1933年12月，彰化街合併南郭庄、大竹庄，升格成為彰化市。
戰後彰化市改制為省轄市，隸屬於台灣省，大字亦改制為里。

## 交通
國道3號大致以西北—東南走向經過田中央地區中部的大肚溪南岸地帶，與省道台74線交會處設有快官交流道，由此可快速前往台灣西部各地。
省道台74線原稱「中彰快速道路」，現稱「快官霧峰線」，為快官繞行臺中市區外圍至霧峰的快速道路，其南側端點位於快官交流道；省道台74甲線又稱「彰化東外環道」，為前者往南延伸的道路，兩者共同以東北－西南走向經過本地區西部。由該等道路往東北可前往西屯、潭子、太平、霧峰等地，往西南可前往花壇鄉接省道台1線。